# Zakaria Botros
Zakaria Botros (né en 1934) est un prêtre  orthodoxe copte égyptien résidant aux États-Unis. 
Il est un évangéliste et apologète chrétien dont le ministère est entièrement dévoué à la cause de l'évangélisation des musulmans. 

## Controverses
En 2010, il a été congédié de la chaîne chrétienne Al Hayat TV qui couvre tout le Proche-Orient, pour avoir dit en ondes que les musulmans subissaient « un lavage de cerveau » .